# Bangladesh nos Jogos Olímpicos de Verão de 2008
Bangladesh competiu nos Jogos Olímpicos de Verão de 2008, em Pequim, na China. O país estreou nos Jogos em 1984 e esta foi sua 7ª participação. Bangladesh não conseguiu classificar nenhum competidor aos jogos. Todos os seus representantes estiveram em Pequim por convite.

## Desempenho

### Atletismo
| Atleta                | Prova           | Elims. | Elims. | 1/4 de final | 1/4 de final | Semifinal   | Semifinal   | Final       | Final       |
| Atleta                | Prova           | Res.   | Pos.   | Res.         | Pos.         | Res.        | Pos.        | Res.        | Pos.        |
| --------------------- | --------------- | ------ | ------ | ------------ | ------------ | ----------- | ----------- | ----------- | ----------- |
| Abu Abdullah Mohammed | 100 m masculino | 11.07  | 66     | Não avançou  | Não avançou  | Não avançou | Não avançou | Não avançou | Não avançou |
| Beauty Nazmun Nahar   | 100 m feminino  | 12.52  | 62     | Não avançou  | Não avançou  | Não avançou | Não avançou | Não avançou | Não avançou |

### Natação
| Atleta              | Prova                  | Elims.  | Elims. | Semifinal   | Semifinal   | Final       | Final       |
| Atleta              | Prova                  | Tempo   | Pos.   | Tempo       | Pos.        | Tempo       | Pos.        |
| ------------------- | ---------------------- | ------- | ------ | ----------- | ----------- | ----------- | ----------- |
| Doli Akhter         | 50 m livre feminino    | 30.23   | 73     | Não avançou | Não avançou | Não avançou | Não avançou |
| Mohammad Rubel Rana | 100 m costas masculino | 1:04.82 | 45     | Não avançou | Não avançou | Não avançou | Não avançou |

### Tiro
| Atleta       | Prova                         | Qual.  | Qual. | Final       | Final       | Pos.        |
| Atleta       | Prova                         | Escore | Pos.  | Escore      | Pos.        | Pos.        |
| ------------ | ----------------------------- | ------ | ----- | ----------- | ----------- | ----------- |
| Imam Hossoin | Carabina de ar 10 m masculino | 581    | 46    | Não avançou | Não avançou | Não avançou |